# Pehuenchaphis agilissima
Pehuenchaphis agilissima är en insektsart som beskrevs av Mier Durante, Nieto Nafría och Ortego 2003. Pehuenchaphis agilissima ingår i släktet Pehuenchaphis och familjen långrörsbladlöss. Inga underarter finns listade i Catalogue of Life.